# Teofil Starzyński
Teofil Antoni Starzyński (ur. 14 kwietnia 1878 w Osówcu, zm. 9 kwietnia 1952 w Pittsburghu) – polski lekarz z tytułem doktora, pułkownik lekarz rezerwy Wojska Polskiego II RP, działacz polonijny, sokoli i niepodległościowy, w 1962 mianowany pośmiertnie przez władze RP na uchodźstwie do stopnia generała brygady.

## Życiorys
W 1889 wyemigrował do Stanów Zjednoczonych, gdzie zamieszkał w Pittsburghu. W 1901 został farmaceutą, prowadził aptekę. W 1904 został lekarzem. Został działaczem sokolim, w 1912 wybrany prezesem zjednoczonego Związku Sokolstwa Polskiego w Ameryce. Działał na polu niepodległościowym, także podczas I wojny światowej. W grudniu 1918 ustąpił ze stanowiska prezesa ZSP i został prezesem honorowym. Zajmował się werbunkiem ochotników do Armii Polskiej we Francji, po czym sam wstąpił w jej szeregi i został naczelnym szefem służby medycznej.
Wraz z wojskiem przybył do Polski i uczestniczył w wojnie polsko-ukraińskiej. W Wojsku Polskim został awansowany do stopnia majora rezerwy lekarza ze starszeństwem z 1 czerwca 1919. W 1923, 1924 był przydzielony jako oficer rezerwowy do 1 Batalionu Sanitarnego. Służył w ramach Zakupów Wojskowych, skierowany do Paryża i Nowego Jorku. Później powrócił do Pittsburgha. Został pierwszym prezesem powołanego w maju 1921 Stowarzyszenia Weteranów Armii Polskiej w Ameryce. Od 1924 ponownie był prezesem ZSP, przekształconego w 1925 w Sokolstwo Polskie w Ameryce (SPA) i pozostawał w nim w kolejnych latach do końca życia. Od 1931 przewodniczył Związkowi Sokolstwa Słowiańskiego w Ameryce, zrzeszającego polskich, czeskich i jugosłowiańskich członków. W 1934, jako major lekarz rezerwy, pozostawał w ewidencji wojskowej bez znanego adresu przebywania. W 1939 był w stopniu pułkownika. W maju 1944 został wiceprezesem utworzonego Kongresu Polonii Amerykańskiej, ponownie wybrany w październiku 1945. ustąpił z tej funkcji w lutym 1947.

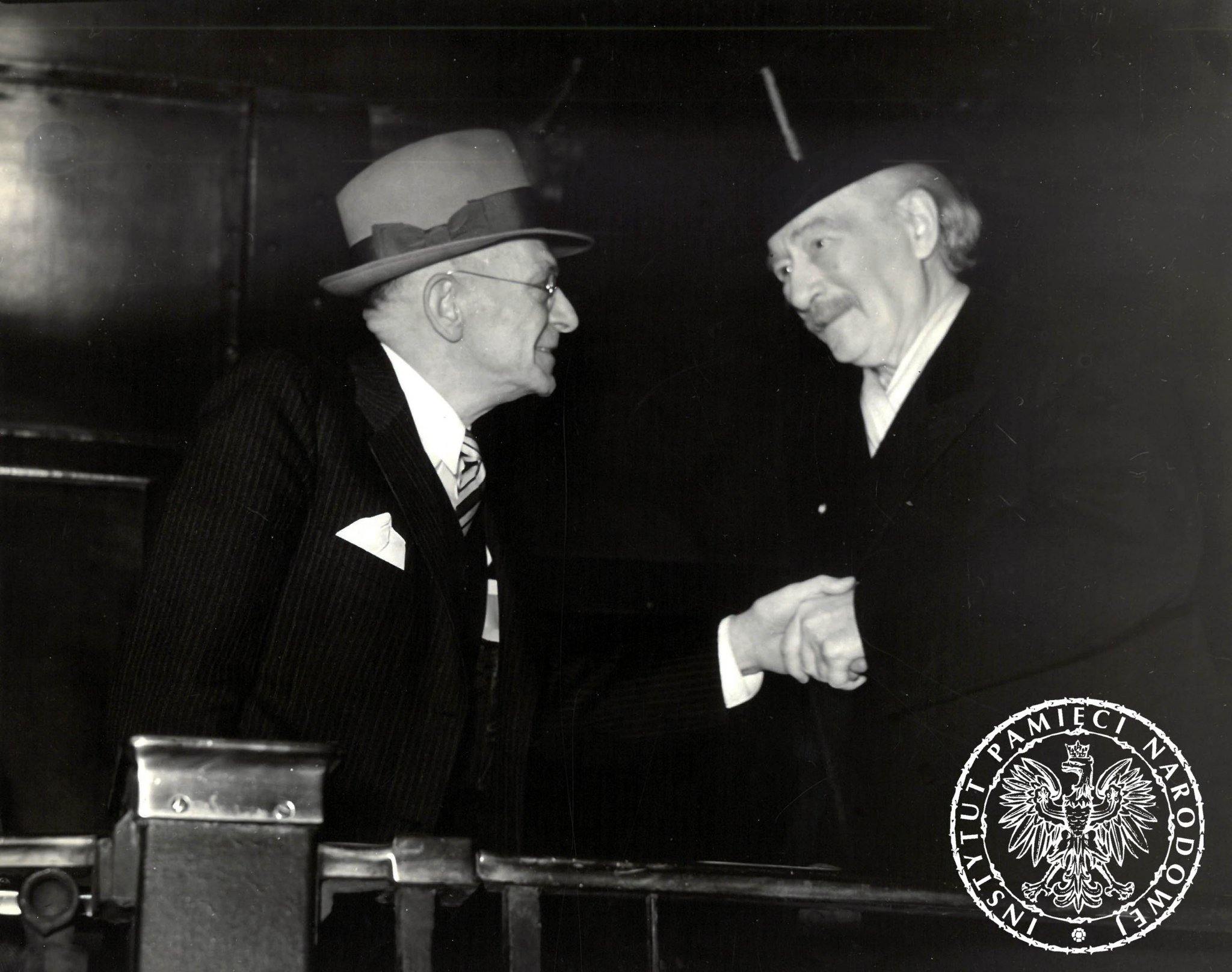
Teofil Starzyński i Ignacy Jan Paderewski

Zmarł 9 kwietnia 1952 w Pittsburghu. Został pochowany na cmentarzu przy Narodowym Sanktuarium Matki Bożej Częstochowskiej w Doylestown.
Jego żoną od 1904 była Helena Natalia z domu Wyszyńska (ur. 1885). Ich dziećmi byli Zygmunt (ur. 1906, lekarz), Ligia (ur. 1909, żona Johna Iwersena), i Seweryn (ur. 1913, inżynier). Obaj synowie odbywali służbę wojskową w armii amerykańskiej.
Imieniem Teofila Starzyńskiego nazwano ulicę w Szczecinie w 1961. W 1962 pośmiertnie został awansowany przez rząd RP na uchodźstwie na generała brygady.

## Odznaczenia i ordery
- Krzyż Komandorski Orderu Odrodzenia Polski (1925)
- Kawaler Legii Honorowej – Francja (1922)